# Brian Yorkey
Brian Yorkey (Omaha, 1970) è un librettista, paroliere e sceneggiatore statunitense, vincitore del Premio Pulitzer nel 2010.

## Biografia
Nel 2009 ha raggiunto il successo scrivendo testi e libretto del musical di Broadway Next to Normal, che gli è valso il Premio Pulitzer per la drammaturgia e il Tony Award alla migliore colonna sonora originale, oltre ad essere stato candidato al Tony Award per il miglior libretto di un musical.
Dal 2017 al 2019 ha prodotto e sceneggiato la serie televisiva Tredici.

## Filmografia

### Sceneggiatore
- Tredici - serie TV, 42 episodi (2017-2019)
- Echoes - serie TV, episodio 1x3 (2022)

### Produttore
- Tredici - serie TV, 49 episodi (2017-2020)
- Echoes - serie TV, 7 episodi (2022)